# Lipoatrofia semicircular
La lipoatrofia semicircular es un trastorno de la grasa subcutánea que se suele manifestar con un hundimiento en la cara anterior y lateral de los muslos y, a veces, de los antebrazos.

## Historia
El fenómeno fue relacionado por primera vez con pacientes en tres edificios, en 1974, por dos médicos alemanes, Gschwandtner y Münzberger, y en 1981 por dos dermatólogos del St. Bartholomew's Hospital de Londres (Karkavitsas y Millar).

## Descripción
Puede estar presente tanto en una extremidad (unilateral) como en las dos (bilateral). A veces se acompaña de picores, alteraciones en la sensibilidad de la zona afectada y en el menor de los casos de molestias y dolor. La enfermedad, benigna y reversible, suele afectar a las mujeres y acostumbra a aparecer en los muslos. La lipoatrofia semicircular afecta a los oficinistas. Su forma típica consiste en una disminución de la grasa de los muslos formando un semicírculo a una altura de unos 70-75 cm, distancia que coincide con la altura media de los muebles de oficina. o por  campo electromagnéticos. Las fuerzas del campo magnético no superaban ningún valor límite recomendado; sin embargo, eran siempre apreciablemente más altas cuando el puesto de trabajo lo ocupaba un trabajador diagnosticado de LS.
La Generalidad de Cataluña reconoce la lipoatrofia como enfermedad laboral, a pesar de que aún se están estudiando sus causas. Tiene que ver con el entorno laboral, la baja humedad relativa, las mesas con estructuras metálicas, con cantos a una altura entre 70-75cm y sin toma de tierra, cosa que favorece las descargas electrostáticas.
Aunque hubo algún caso anterior, la enfermedad apareció en forma de brote en febrero de 2007 en Barcelona, y desde entonces se ha ido detectando un número mayor de casos en diferentes oficinas a lo largo del territorio nacional. A pesar de ser una enfermedad bastante desconocida, con escasa literatura científica y poco estudiada, se cree que hay diversos factores (comunes allí donde ha habido casos) que facilitan su aparición: lugares con baja humedad relativa, mesas con estructura metálica y descargas electrostáticas. La LS parece ser reversible. En el 95% de los empleados que se jubilaban desaparecía totalmente.

## Diagnóstico diferencial
Es importante distinguir entre la forma anular de lipoatrofia y las formas adquiridas, que se producen como consecuencia de inyecciones intramusculares o subcutáneas.